# 映画監督一覧
映画監督一覧（えいがかんとくいちらん）は、著名な映画監督の一覧である（配列はファミリー・ネームの五十音順）。
- 日本の映画監督一覧

あ行 - か行 - さ行 - た行 - な行 - は行 - ま行 - や行 - ら行 - わ行 - 関連項目

## あ行
- ジリアン・アームストロング - オーストラリア
- ジェームズ・アイヴォリー - アメリカ合衆国
- ビレ・アウグスト - デンマーク
- オリヴィエ・アサヤス - フランス
- ハル・アシュビー - アメリカ合衆国
- イヴァン・アタル - フランス
- リチャード・アッテンボロー - イギリス
- ケン・アナキン - イギリス
- ジャン＝ジャック・アノー - フランス
- テンギズ・アブラゼ - グルジア
- アレハンドロ・アメナーバル - スペイン
- マイケル・アプテッド - イギリス
- アーシア・アルジェント - イタリア
- ダリオ・アルジェント - イタリア
- ロバート・アルトマン - アメリカ合衆国
- ロバート・アルドリッチ - アメリカ合衆国
- ペドロ・アルモドバル - スペイン
- ウディ・アレン - アメリカ合衆国
- ダーレン・アロノフスキー - アメリカ合衆国
- テオ・アンゲロプロス - ギリシア
- ウェス・アンダーソン - アメリカ合衆国
- リンゼイ・アンダーソン - イギリス
- ポール・トーマス・アンダーソン - アメリカ合衆国
- ミケランジェロ・アントニオーニ - イタリア
- クリント・イーストウッド - アメリカ合衆国
- ピーター・イェーツ - イギリス
- アレックス・デ・ラ・イグレシア - スペイン
- アレハンドロ・ゴンサレス・イニャリトゥ - メキシコ
- アニエス・ヴァルダ - フランス
- ジャン・ヴィゴ - フランス
- ルキノ・ヴィスコンティ - イタリア
- キング・ヴィダー - アメリカ合衆国
- マイケル・ウィナー - アメリカ合衆国
- マイケル・ウィンターボトム - イギリス
- ジョン・ウー - 香港
- イドリッサ・ウエドラオゴ - ブルキナファソ
- オーソン・ウェルズ - アメリカ合衆国
- ジガ・ヴェルトフ - ソ連
- リナ・ウェルトミューラー - イタリア
- アンリ・ヴェルヌイユ - フランス
- ウィリアム・A・ウェルマン - アメリカ合衆国
- ヴィム・ヴェンダース - ドイツ
- ジョン・ウォーターズ - アメリカ合衆国
- ウォシャウスキー兄弟 - アメリカ合衆国
- ラオール・ウォルシュ - アメリカ合衆国
- ゼキ・ウクテン - トルコ
- エド・ウッド - アメリカ合衆国
- サム・ウッド - アメリカ合衆国
- セルゲイ・ミハイロヴィッチ・エイゼンシュテイン - ソ連
- アトム・エゴヤン - カナダ
- ブレイク・エドワーズ - アメリカ合衆国
- ノーラ・エフロン - アメリカ合衆国
- ローランド・エメリッヒ - ドイツ、アメリカ合衆国
- ステファン・エリオット - オーストラリア
- ビクトル・エリセ - スペイン
- ジャン・エルマン - フランス
- サディウス・オサリヴァン - アイルランド
- フランク・オズ - アメリカ合衆国
- フランソワ・オゾン - フランス
- ダン・オバノン - アメリカ合衆国
- マノエル・デ・オリヴェイラ - ポルトガル
- エルマンノ・オルミ - イタリア
- メド・オンド - モーリタニア

## か行

### か
- 王家衛（ウォン・カーウァイ） - 香港
- リリアーナ・カヴァーニ - イタリア
- ジョン・カーペンター - アメリカ合衆国
- セドリック・カーン - フランス
- チェン・カイコー - 中華人民共和国
- 霍建起（英語版）(フォ・ジェンチィ） - 中華人民共和国
- アキ・カウリスマキ - フィンランド
- ミカ・カウリスマキ - フィンランド
- ジョン・カサヴェテス - ギリシア、アメリカ合衆国
- エリア・カザン - アメリカ合衆国
- ローレンス・カスダン - アメリカ合衆国
- マチュー・カソヴィッツ - フランス
- シェカール・カプール - インド
- ガストン・カボーレ - ブルキナファソ
- レオス・カラックス - フランス
- フィリップ・ガレル - フランス
- イェジー・カヴァレロヴィチ - ポーランド
- アベル・ガンス - フランス
- ウマール・ガンダ（英語版） - ニジェール
- ジェーン・カンピオン - ニュージーランド

### き
- バスター・キートン - アメリカ合衆国
- アッバス・キアロスタミ - イラン
- クシシュトフ・キェシロフスキ - ポーランド
- キム・ギドク - 大韓民国
- ダニー・キャノン - イギリス
- フランク・キャプラ - アメリカ合衆国
- ジェームズ・キャメロン - アメリカ合衆国
- マーティン・キャンベル - ニュージーランド
- スタンリー・キューブリック - アメリカ合衆国
- アルフォンソ・キュアロン - メキシコ
- ユルマズ・ギュネイ - トルコ
- ジョン・ギラーミン - イギリス、アメリカ合衆国
- テリー・ギリアム - アメリカ合衆国

### く
- ヤン・クーネン - フランス
- イム・グォンテク - 韓国
- エミール・クストリッツァ - ユーゴスラビア(ボスニア)
- マーティン・クナート（英語版）
- マイケル・クライトン - アメリカ合衆国
- セドリック・クラピッシュ - フランス
- ファディカ・クラモ＝ランシネ - コートジボワール
- ピーター・グリーナウェイ - イギリス
- D・W・グリフィス - アメリカ合衆国
- アンリ＝ジョルジュ・クルーゾー - フランス
- ウェス・クレイブン - アメリカ合衆国
- スタンリー・クレイマー - アメリカ合衆国
- ルネ・クレマン - フランス
- ルネ・クレール - フランス
- デヴィッド・クローネンバーグ - カナダ
- キャメロン・クロウ - アメリカ合衆国
- ブライアン・クロス - アイルランド共和国

### こ
- ラリー・コーエン - アメリカ合衆国
- コーエン兄弟（ジョエル・コーエン、イーサン・コーエン）  - アメリカ合衆国
- ゴッドフリー・ジオ - アメリカ合衆国
- スチュアート・ゴードン - アメリカ合衆国
- ロジャー・コーマン - アメリカ合衆国
- ジャン・コクトー - フランス
- ジョージ・P・コスマトス - イタリア、ギリシャ
- ジャン＝リュック・ゴダール - フランス
- アレックス・コックス - イギリス
- ソフィア・コッポラ - アメリカ合衆国
- フランシス・フォード・コッポラ - アメリカ合衆国
- アルマンド・ロブレス・ゴドイ - ペルー
- クリス・コロンバス - アメリカ合衆国
- ミシェル・ゴンドリー - フランス、アメリカ合衆国

## さ行

### さ
- カルロス・サウラ - スペイン
- ウォルター・サレス - ブラジル
- ガス・ヴァン・サント - アメリカ合衆国

### し
- ドン・シーゲル - アメリカ合衆国
- アブデラマン・シサコ - モーリタニア
- スレイマン・シセ - マリ
- シェイク・ウマール・シソコ - マリ
- ジョージ・シドニー - アメリカ合衆国
- クァク・ジェヨン - 大韓民国
- ピエトロ・ジェルミ - イタリア
- ゲオルギー・シェンゲラーヤ - グルジア
- デレク・ジャーマン- イギリス
- ジム・ジャームッシュ - アメリカ合衆国
- M・ナイト・シャマラン - インド、アメリカ合衆国
- アニエス・ジャウイ - フランス
- ピーター・ジャクソン - ニュージーランド
- フランクリン・J・シャフナー - アメリカ合衆国
- クロード・シャブロル - フランス
- アダム・シャンクマン - アメリカ合衆国
- アルフ・シェーベルイ - スウェーデン
- ヤン・シュヴァンクマイエル - チェコ
- スパイク・ジョーンズ - アメリカ合衆国
- テリー・ジョーンズ - イギリス
- シルヴァン・ショメ - フランス
- ジョー・ジョンストン - アメリカ合衆国
- ジャン＝ピエール・ジュネ - フランス
- ポール・シュレイダー - アメリカ合衆国
- ジョン・シュレシンジャー - イギリス
- フォルカー・シュレンドルフ - ドイツ
- ダニエル・シュミット - スイス
- ブライアン・シンガー - アメリカ合衆国
- フレッド・ジンネマン - アメリカ合衆国

### す
- エドワード・ズウィック - アメリカ合衆国
- マーティン・スコセッシ - アメリカ合衆国
- トニー・スコット - アメリカ合衆国
- リドリー・スコット - アメリカ合衆国
- エットーレ・スコラ - イタリア
- ジョン・スタージェス - アメリカ合衆国
- ジョージ・スティーブンス - アメリカ合衆国
- オリヴァー・ストーン - アメリカ合衆国
- スティーヴン・スピルバーグ - アメリカ合衆国
- ジャック・スマイト - アメリカ合衆国
- ケヴィン・スミス - アメリカ合衆国
- アンジェイ・ズラウスキー - ポーランド

### せ
- ジョン・セイルズ - アメリカ合衆国
- ドミニク・セナ - アメリカ合衆国
- フランコ・ゼフィレッリ - イタリア
- ロバート・ゼメキス - アメリカ合衆国

### そ
- ミケーレ・ソアビ（英語版） - イタリア
- アレクサンドル・ソクーロフ - ソ連、ロシア
- スティーヴン・ソダーバーグ - アメリカ合衆国
- スティーヴン・ソマーズ - アメリカ合衆国
- トッド・ソロンズ - アメリカ合衆国

## た行
- ジャック・ターナー - フランス
- パオロ&ヴィットリオ・タヴィアーニ - イタリア
- ジャック・タチ - フランス
- ジュールズ・ダッシン - アメリカ合衆国、ギリシャ
- ダニス・タノヴィッチ - ボスニア・ヘルツェゴビナ
- リー・タマホリ - ニュージーランド
- フランク・ダラボン - アメリカ合衆国
- クエンティン・タランティーノ - アメリカ合衆国
- アンドレイ・タルコフスキー - ソ連
- リュック&ジャン=ピエール・ダルデンヌ - ベルギー
- スティーブン・ダルドリー - イギリス
- チャーリー・チャップリン - イギリス
- 張芸謀（チャン・イーモウ） - 中華人民共和国
- チャン・ゴンジェ - 大韓民国
- ヴィットリオ・デ・シーカ - イタリア
- ブライアン・デ・パルマ - アメリカ合衆国
- トム・ティクヴァ - ドイツ
- トム・ディチロ - アメリカ合衆国
- フィル・ティペット - アメリカ合衆国
- アルノー・デプレシャン - フランス
- ジョナサン・デミ - アメリカ合衆国
- セシル・B・デミル - アメリカ合衆国
- ジュリアン・デュヴィヴィエ - フランス
- スタンリー・ドーネン - アメリカ合衆国
- ダレン・ドアン - アメリカ合衆国
- ジャック・ドゥミ - フランス
- リチャード・ドナー - アメリカ合衆国
- ロジャー・ドナルドソン - ニュージーランド
- ジャック・ドワイヨン - フランス
- カール・テホ・ドライヤー - デンマーク
- ラース・フォン・トリアー - デンマーク
- フランソワ・トリュフォー - フランス
- ジュゼッペ・トルナトーレ - イタリア
- ギレルモ・デル・トロ - メキシコ

## な行
- ヴィンチェンゾ・ナタリ - カナダ
- マイク・ニコルズ - アメリカ合衆国
- レナード・ニモイ - アメリカ合衆国
- クリストファー・ノーラン - イギリス
- ギャスパー・ノエ - アルゼンチン、フランス

## は行

### は
- アラン・パーカー - イギリス
- クライヴ・バーカー - イギリス
- トレイ・パーカー - アメリカ合衆国
- ブラッド・バード - アメリカ合衆国
- ティム・バートン - アメリカ合衆国
- マリオ・バーバ - イタリア
- ランベルト・バーバ - イタリア
- ポール・バーホーベン - オランダ、アメリカ合衆国
- レニー・ハーリン - フィンランド
- ピーター・ハイアムズ - アメリカ合衆国
- アラン・J・パクラ - アメリカ合衆国
- ピエル・パオロ・パゾリーニ - イタリア
- ジョン・バダム - アメリカ合衆国
- ミヒャエル・ハネケ - ドイツ
- ガイ・ハミルトン - イギリス
- セルゲイ・パラジャーノフ - グルジア
- ラッセ・ハルストレム - スウェーデン
- ロン・ハワード - アメリカ合衆国
- オキサイド・パン - 香港、タイ
- ダニー・パン（英語版） - 香港、タイ
- カーティス・ハンソン - アメリカ合衆国

### ひ
- スコット・ヒックス - ウガンダ、オーストラリア
- アルフレッド・ヒッチコック - イギリス、アメリカ合衆国
- ジョン・ヒューストン- アメリカ合衆国
- ウォルター・ヒル - アメリカ合衆国
- ジョージ・ロイ・ヒル - アメリカ合衆国
- オリヴァー・ヒルシュビーゲル - ドイツ
- ファレリー兄弟 - アメリカ合衆国

### ふ
- トビー・フーパー - アメリカ合衆国
- ジョン・ファブロー - アメリカ合衆国
- ライナー・ヴェルナー・ファスビンダー - ドイツ
- マイク・フィギス - イギリス
- デヴィッド・フィンチャー - アメリカ合衆国
- ジャック・フェデー（ジャック・フェデール） - フランス
- フェデリコ・フェリーニ - イタリア
- ジョン・フォード - アメリカ合衆国
- ミロス・フォアマン - チェコスロバキア
- ボブ・フォッシー - アメリカ合衆国
- ユルグ・ブットゲライト - ドイツ
- フセヴォロド・プドフキン - ソ連
- ルイス・ブニュエル - スペイン
- サミュエル・フラー - アメリカ合衆国
- リチャード・フライシャー - アメリカ合衆国
- ロバート・フラハティ - アメリカ合衆国
- ジョン・フランケンハイマー - アメリカ合衆国
- ウィリアム・フリードキン - アメリカ合衆国
- ジョン・フリン- アメリカ合衆国
- ルチオ・フルチ - イタリア
- アダム・ブルック - アメリカ合衆国
- メル・ブルックス  - アメリカ合衆国
- ロベール・ブレッソン - フランス
- オットー・プレミンジャー - アメリカ合衆国
- アイザック・フロレンティーン - アメリカ合衆国・イスラエル

### へ
- マイケル・ベイ - アメリカ合衆国
- アレクサンダー・ペイン - アメリカ合衆国
- トッド・ヘインズ - アメリカ合衆国
- サム・ペキンパー - アメリカ合衆国
- エイミー・ヘッカーリング - アメリカ合衆国
- ジャック・ベッケル - フランス
- リュック・ベッソン - フランス
- ジャン＝ジャック・ベネックス - フランス
- イングマール・ベルイマン - スウェーデン
- ヴェルナー・ヘルツォーク - ドイツ
- ベルナルド・ベルトルッチ - イタリア
- アーサー・ペン - アメリカ合衆国
- ショーン・ペン - アメリカ合衆国
- ウォルフガング・ペーターゼン - ドイツ

### ほ
- ホウ・シャオシェン（侯孝賢） - 台湾
- P・J・ホーガン - オーストラリア
- ハワード・ホークス - アメリカ合衆国
- ピーター・ボグダノヴィッチ - アメリカ合衆国
- エドウィン・ポーター - アメリカ合衆国
- ダニー・ボイル - イギリス
- サリー・ポッター - イギリス
- アレハンドロ・ホドロフスキー - チリ
- シドニー・ポラック - アメリカ合衆国
- ロマン・ポランスキー - ポーランド・アメリカ合衆国・他
- ヤン・デ・ボン - オランダ

## ま行
- ゲイリー・マーシャル - アメリカ合衆国
- ペニー・マーシャル - アメリカ合衆国
- パウル・マイ（英語版） - ドイツ
- アンソニー・マン - アメリカ合衆国
- マイケル・マン - アメリカ合衆国
- ドゥシャン・マカヴェイエフ - ユーゴスラビア
- ジョン・マクティアナン - アメリカ合衆国
- ポール・マザースキー - アメリカ合衆国
- アレクサンダー・マッケンドリック- イギリス
- サミラ・マフマルバフ - イラン
- ハナ・マフマルバフ - イラン
- モフセン・マフマルバフ - イラン
- ロバート・マリガン - アメリカ合衆国
- テレンス・マリック - アメリカ合衆国
- ルイ・マル - フランス
- ミルチョ・マンチェフスキー - マケドニア
- ヴィンセント・ミネリ - アメリカ合衆国
- ジョン・ミリアス - アメリカ合衆国
- マイク・ミルズ - アメリカ合衆国
- アンソニー・ミンゲラ - イギリス
- マイケル・ムーア - アメリカ合衆国
- ロジャー・ニョアン・ムバラ - コートジボワール
- F・W・ムルナウ - ドイツ・アメリカ合衆国
- アンジェイ・ムンク - ポーランド
- フリオ・メデム - スペイン
- ジョルジュ・メリエス - フランス
- ジャン＝ピエール・メルヴィル - フランス
- サム・メンデス - イギリス
- ナンニ・モレッティ - イタリア
- ラウニ・モルベルイ - フィンランド

## や
- ソーレン・クラーク＝ヤコブセン - デンマーク
- グァルティエロ・ヤコペッティ - イタリア
- テレンス・ヤング - イギリス
- エドワード・ヤン - 台湾
- トラン・アン・ユン - ベトナム

## ゆ
- ジャン・ユスターシュ - フランス

## ら行
- バズ・ラーマン - オーストラリア
- サム・ライミ - アメリカ合衆国
- エイドリアン・ライン - アメリカ合衆国
- ジョン・ラセター - アメリカ合衆国
- ケン・ラッセル - イギリス
- ベルナール・ラップ - フランス
- ニール・ラビュート - アメリカ合衆国
- サマンサ・ラング - イギリス
- フリッツ・ラング - ドイツ、アメリカ合衆国
- ジョン・ランディス - アメリカ合衆国
- アン・リー - 台湾
- スパイク・リー - アメリカ合衆国
- マイク・リー - イギリス
- ダグ・リーマン - アメリカ合衆国
- キャロル・リード - イギリス
- レニ・リーフェンシュタール - ドイツ
- デヴィッド・リーン - イギリス
- ガイ・リッチー - イギリス
- ジャック・リヴェット - フランス
- カロリーヌ・リンク - ドイツ
- リチャード・リンクレイター - アメリカ合衆国
- デヴィッド・リンチ - アメリカ合衆国
- ハーシェル・ゴードン・ルイス - アメリカ合衆国
- ジョージ・ルーカス - アメリカ合衆国
- アーロン・ルッソ - アメリカ合衆国
- アラン・ルドルフ - アメリカ合衆国
- パトリス・ルコント - フランス
- ジャン＝クロード・ルソー - フランス
- ビガス・ルナ - スペイン
- ジャン・ルノワール - フランス
- エルンスト・ルビッチ - オーストリア、アメリカ合衆国
- シドニー・ルメット - アメリカ合衆国
- サタジット・レイ - インド
- ニコラス・レイ - アメリカ合衆国
- セルジオ・レオーネ - イタリア、アメリカ合衆国
- リチャード・レスター - アメリカ合衆国
- ミミ・レダー - アメリカ合衆国
- ロバート・レッドフォード - アメリカ合衆国
- バリー・レビンソン - アメリカ合衆国
- ニコラス・ウィンディング・レフン - デンマーク
- アラン・レネ - フランス
- ビマル・ロイ - インド
- ブルース・ロウ - 香港
- フランチェスコ・ロージ - イタリア
- ジョゼフ・ロージー - アメリカ合衆国、イギリス
- ケン・ローチ - イギリス
- ハーバート・ロス - アメリカ合衆国
- ロベルト・ロッセリーニ - イタリア
- ロバート・ロドリゲス - アメリカ合衆国
- 路奇（ロ・キ） - 中華人民共和国
- エリック・ロメール - フランス
- ジョージ・A・ロメロ - アメリカ合衆国
- キム・ロンジノット - イギリス

## わ行
- ロバート・ワイズ - アメリカ合衆国
- ウィリアム・ワイラー - アメリカ合衆国
- アンジェイ・ワイダ - ポーランド
- ビリー・ワイルダー - オーストリア
- ウェイン・ワン - 香港
- ジェームズ・ワン - オーストラリア
- スティーブ・ワン - アメリカ合衆国

## ん
- ムエゼ・ンガングラ - コンゴ